# Per Anhalter durch die Galaxis (Film)
Per Anhalter durch die Galaxis (Originaltitel: The Hitchhiker’s Guide to the Galaxy) ist eine britische Science-Fiction-Komödie, die auf dem gleichnamigen Buch von Douglas Adams basiert. Die Dreharbeiten endeten im August 2004 und der Film wurde am 28. April 2005 in Großbritannien, Australien und Neuseeland sowie am folgenden Tag in den Vereinigten Staaten erstmals gezeigt. In Deutschland startete der Film am 9. Juni 2005. Das Drehbuch wurde bis zu seinem Tod von Douglas Adams geschrieben und von Garth Jennings und Karey Kirkpatrick vollendet.

## Handlung
Geweckt vom Lärm der Planierraupen, die sein Haus niederreißen wollen, versucht Arthur Dent verzweifelt, den Abriss seines Hauses zu verhindern, indem er sich den Raupen in den Weg legt. Sein Freund Ford Prefect bringt die Bauarbeiter dazu, ihr Unternehmen zu stoppen, bis sie ihr Bier ausgetrunken haben, so dass Ford und Arthur in einen Pub gehen können. Dort enthüllt er ihm, dass er nicht von der Erde stammt, sondern von einem kleinen Planeten in der Nähe von Beteigeuze.
Ford weiß, dass die Zerstörung der Erde durch die Vogonen, die dadurch Platz für eine Hyperraumroute im Weltall schaffen wollen, unmittelbar bevorsteht. Ford und Arthur retten sich noch rechtzeitig vor dem sicheren Tod, indem die beiden sich an Bord des Vogonen-Raumschiffs schmuggeln, also per Anhalter reisen. Weil Arthur sich mit seiner neuen Lage noch nicht recht anfreunden kann, gibt Ford ihm den ultimativen Weltraumguide „Per Anhalter durch die Galaxis“, der Arthur von nun an begleiten wird und ihn mit wichtigen Informationen versorgt.
Die Vogonen jedoch mögen keine Anhalter und so entschließt sich ihr Anführer, Prostetnik Vogon Jeltz, sie mit seinen Gedichten zu „erheitern“ und anschließend in den Weltraum werfen zu lassen.
Entgegen aller Wahrscheinlichkeit werden die zwei von der Herz aus Gold gerettet. Dieses Raumschiff ist mit Zaphod Beeblebrox, dem Präsidenten der Galaxis, sowie Tricia McMillan – die Arthur vorher auf einer Party kennengelernt hat und die sich jetzt Trillian nennt – und Marvin, einem depressiven Roboter, bemannt.
Zaphod enthüllt seine Absicht, mit Hilfe der Herz aus Gold den Planeten Magrathea zu finden. Er schildert seinen Mitreisenden die Geschichte des Supercomputers Deep Thought sowie der ultimativen Antwort auf das Leben, das Universum und den ganzen Rest. Zaphod ist auf der Suche nach diesem Computer, der sich auf Magrathea befinden soll.
Durch den unendlichen Unwahrscheinlichkeitsdrive bringt sie das Schiff nach Viltvodl VI, der Heimat der Jatravartiden und des Humma Kavula (in der Romanvorlage nicht vorhanden), welcher Zaphods Gegner bei der Wahl zum Präsidenten der Galaxis war. Kavula besitzt einen roten Datenwürfel, der die Koordinaten von Magrathea enthält, und bietet ihnen diese im Austausch gegen die Blickwinkelkanone an, die sich in der Nähe von Deep Thought befinden soll. Als Sicherheit verlangt er allerdings Zaphods zweiten Kopf und behält diesen als Geisel.
Auf der Flucht von Viltvodl VI wird Trillian von Vogonen verhaftet und auf deren Heimatplaneten Vogsphäre verschleppt. Die anderen folgen den Vogonen, um Trillian zu retten. Kurz nach dem Verlassen ihres Schiffes haben sie eine Begegnung mit der örtlichen Flora, die jeden angreift, der einfach nur nachdenkt. Trotz der schmerzhaften Attacken der Pflanzenwelt erreichen sie die Stadt. Dort angekommen stehen sie der vogonischen Bürokratie gegenüber, die Trillians Rettung zunächst erschwert.
Als Trillian verhört wird, erfährt sie von der Zerstörung der Erde. Arthur hatte es ihr nicht erzählt, weil er von Zaphod eingeschüchtert wurde. Sie erfährt außerdem, dass der Befehl zur Zerstörung der Erde von Zaphod unterschrieben wurde, der ihn für eine Autogrammkarte hielt. Arthur, Zaphod und Ford schaffen es schließlich, das Präsidentenentführergefangenenfreilassungsformular richtig auszufüllen; und Trillian wird gerade noch rechtzeitig entlassen, bevor sie an den gefräßigen Plapperkäfer von Traal verfüttert würde. Nach der erfolgreichen Rettung schaffen es die Helden, von Vogsphäre zu fliehen.
Gerade als die Vogonen die Verfolgung aufnehmen wollen, ertönt die Sirene zur Mittagspause und so machen alle Vogonen zunächst eine Stunde Pause. Durch den gesamten Film hindurch verfolgen die Vogonen die Herz aus Gold. Dies wird vor allem durch die Galaktische Vize-Präsidentin Questular Rontok (in der Romanvorlage nicht vorhanden) vorangetrieben, die hofft, Zaphod vor seinen Entführern zu retten. (Zaphod entführte sich selbst, als er die Herz aus Gold stahl.)
Die Herz aus Gold hält nun Kurs auf Magrathea. Nach einem Zwischenfall mit zwei Thermonuklearraketen, die sich durch erneute Aktivierung des unendlichen Unwahrscheinlichkeitsdrives und entgegen aller Wahrscheinlichkeit in einen Pottwal und einen Petunientopf verwandeln, landen die Helden auf dem Planeten und werden dort getrennt.
Zaphod, Trillian und Ford finden Deep Thought, während Arthur Slartibartfaß trifft. Dieser erzählt ihm die Wahrheit über die Erde, nämlich dass der Planet eigentlich ein von Deep Thought entworfener Supercomputer war, der die Frage zu der von Deep Thought errechneten Antwort 42 finden sollte. Während einer Besichtigung der Planetenfabrik auf Magrathea wird Arthur die „Erde Version II“ gezeigt, ein originalgetreuer Nachbau.
Zur gleichen Zeit finden Zaphod, Trillian und Ford bei Deep Thought die Blickwinkelkanone. Nach dem Reiseführer „Per Anhalter durch die Galaxis“ wurde sie von einem Rat von verärgerten Hausfrauen in Auftrag gegeben, die endlose Diskussionen mit ihren Ehemännern satt hatten, die stets mit dem Satz ... ist denn das so schwer zu begreifen? enden. Wenn die Blickwinkelkanone auf jemanden abgefeuert wird, erfährt der Getroffene augenblicklich die gesamte Situation aus Sicht des Schützen. Trillian nutzt das Gewehr, um Zaphod ihren Gefühlskonflikt zu verstehen zu geben.
Zurück in seinem Haus auf der „Erde Version 2“ trifft Arthur auf Ford, Zaphod und Trillian, die damit beschäftigt sind, ein üppiges Festmahl zu genießen, das von weißen Mäusen bereitgestellt wird. (Die Mäuse waren es ursprünglich, welche die erste Erde in Auftrag gegeben, bezahlt und kontrolliert hatten). Das Essen ist allerdings mit Schlafmittel versehen, und so schlafen Ford, Zaphod und Trillian bald ein. Das Ganze ist eine Falle der Mäuse, um Arthurs Gehirn zu entnehmen – es ist alles, was noch von der ersten Erde nach ihrer Zerstörung übrig ist und benötigt wird, um das Erdcomputerprogramm zu beenden. Bevor die beiden Mäuse es schaffen, sein Gehirn zu entfernen, befreit sich Arthur und zerquetscht sie mit einer Teekanne.
Die Helden verlassen Arthurs Haus und finden sich von Vogonen umzingelt, die sofort das Feuer eröffnen. Während Zaphod versucht, Arthurs vermeintliches Raumschiff – einen Wohnwagen – zu starten, und Ford die Vogonen mit einem Handtuch abwehrt, versuchen Arthur und Trillian, die fallengelassene Blickwinkelkanone zu erreichen. Sie sind allerdings gezwungen, hinter dem Wohnwagen Deckung zu suchen. Marvin versucht, den Anschluss an die Gruppe nicht zu verlieren und bemerkt, dass sich die Vogonen als sehr schlechte Schützen erweisen. Kurz darauf wird er am Hinterkopf getroffen und bricht mit den Worten „Jetzt habe ich Kopfschmerzen“ zusammen.
Gerade als alles verloren scheint, aktiviert sich Marvin wieder und nimmt die Blickwinkelkanone in die Hand. Er feuert, trifft alle Vogonen und setzt sie seiner Lebensansicht aus. Die Vogonen werden unglaublich depressiv und kollabieren.
Die depressiven Vogonen werden weggebracht, und an der Erde II werden die letzten Arbeiten durchgeführt. Slartibartfaß fragt Arthur, ob die Erde auf irgendwas besser verzichten kann. Arthur antwortet „Ja, auf mich.“ Der Film endet damit, dass die Erde neu gestartet wird und die Helden mit der Herz aus Gold zum Restaurant am Ende des Universums aufbrechen.

## Kritik
„Augenzwinkernde Adaption der Romane und des gleichnamigen Science-Fiction-Hörspielklassikers von Douglas Adams, die mit brillanter Besetzung, absurden Handlungssprüngen, viel Sinn für trockenen britischen Humor und Mut zu veralteten Effekten ein wunderbares Pendant zu eher verkrampften zeitgenössischen Science-Fiction-Filmen bietet, die lediglich für Materialschlachten sorgen.“

„Im Bademantel, das Handtuch über der Schulter und mit einem Babel-Fisch im Ohr reist der Normalo Arthur durch den Irrsinn des Alls. Diese Version fängt Adams’ eigentlich unverfilmbaren absurden Humor und seine überbordende Fantasie zumindest in Teilen ein. Fazit: Galaktische Oper mit extraschrägem Humor.“

„Trotz wunderbarem Design, hübscher Effekte und einem nahezu optimalen Cast ist ‚Per Anhalter durch die Galaxis‘ ein großer Langweiler geworden, weit davon entfernt, dem Geist der Vorlage nur irgendwie gerecht zu werden. Ursache dafür scheinen im Kern zwei Dinge zu sein: zum einen bestand die große Kunst Douglas Adams' vor allem im Umgang mit dem Wort (und das stutzt der Film auf brutale Weise zusammen), zum anderen besitzt der Film überhaupt kein Timing. […] Arthur, Trillian, Zaphod und Ford stolpern unbeholfen und ohne jegliche Kohärenz durch die Settings, kaum etwas wird erklärt, der Anhalter selbst kommt viel zu selten zum Einsatz (dabei sind seine Szenen die besten), eine Slapstickeinlage jagt die nächste. Adams' Vorlage wird allein das genommen, was sie ausgezeichnet hat, – sein perfektionierter Wortwitz –, stattdessen bleibt all das, was sie nicht auszeichnet, nämlich sein lückenhafter Plot.“

„Es fehlt schlichtweg der originelle, selbstironische Grundton der Vorlage. Angekommen im 21. Jahrhundert, es herrscht der alberne Klamauk. Na, wie haben es die Delfine schon lange vor den Menschen gewusst: das kann nicht gut gehen. Keine Panik, ist nur ein Film, und trotzdem schade, die Vorlage hätte wahrlich mehr Originalität verdient.“

## Einnahmen
Der Film spielte am ersten Wochenende in den USA knapp über 21 Millionen US-Dollar ein, weltweit lagen die Einnahmen bei ca. 104 Millionen US-Dollar. Da die Gewinne jedoch nicht den Erwartungen der Produzenten entsprachen, gibt es keine Fortsetzung.

## Auszeichnungen
Der Film wurde für den Teen Choice Award, den Empire Award und den Casting Society of America Award nominiert. Mos Def wurde ebenfalls für den Teen Choice Award nominiert.
Die Deutsche Film- und Medienbewertung FBW in Wiesbaden verlieh dem Film das Prädikat wertvoll.

## Trivia
- Deep Thought erklärt in der 42. Minute des Spielfilms die Zahl 42 als die errechnete Antwort auf die Frage „nach dem Leben, dem Universum und allem“ (“life, the universe and everything”).
- In einer kurzen Sequenz, während die Zerstörung der Erde droht, sieht man im Hintergrund in einem Café sitzend Douglas Adams’ Mutter beim Zeitunglesen.
- In dem vogonischen Büro sieht man kurz das Robotermodell von Marvin aus der BBC-Serie von 1981.
- Ebenfalls aus der BBC-Serie erscheint der damalige Darsteller von Arthur Dent, Simon Jones, warnend auf der magratheanischen Videoaufzeichnung.
- Während einer Nahaufnahme von Deep Thought ist seitlich darüber das Firmenlogo der Firma Apple erkennbar.[7]
- In der Schlusssekunde des Films, während sich die Herz aus Gold auf den Weg macht und erneut mehrmals ihre Form ändert, verwandelt sie sich zuallerletzt in den Kopf von Douglas Adams.
- In der Planetenwerkstatt sieht man während der Fahrt kurz einen Planeten mit der Form des Kopfes von Douglas Adams im Hintergrund.
- Das musikalische Hauptthema des Films ist – wie schon in der gleichnamigen BBC-Hörspielserie von 1978 und der Fernsehserie von 1981 – das Eagles-Stück Journey of the Sorcerer. Im Film erklingt eine von Joby Talbot eigens arrangierte Cover-Version dieses Stücks.
- In einer Anfangsszene rettet Arthur Ford vor einem herannahenden Auto, einem Ford Prefect.

## Synchronisation
Die deutsche Synchronfassung entstand bei der FFS Film- & Fernseh-Synchron nach dem Dialogbuch und unter der Dialogregie von Andreas Fröhlich.
| Rolle                      | Darsteller                           | Synchronsprecher  |
| -------------------------- | ------------------------------------ | ----------------- |
| Arthur Dent                | Martin Freeman                       | Philipp Brammer   |
| Ford Prefect               | Mos Def                              | Simon Jäger       |
| Zaphod Beeblebrox          | Sam Rockwell                         | Dietmar Wunder    |
| Tricia „Trillian“ McMillan | Zooey Deschanel                      | Anna Carlsson     |
| Marvin                     | Warwick Davis (Stimme: Alan Rickman) | Friedhelm Ptok    |
| Deep Thought               | Helen Mirren (Stimme)                | Dagmar Heller     |
| Slartibartfaß              | Bill Nighy                           | Bodo Wolf         |
| Humma Kavula               | John Malkovich                       | Joachim Tennstedt |
| Questular Rontok           | Anna Chancellor                      | Carin C. Tietze   |
| Erzähler                   | Stephen Fry                          | Reinhard Glemnitz |